# Pierre Jacques Michel Chasles
Pour les articles homonymes, voir Chasles.
Pierre Jacques Michel Chasles, également orthographié Châles, né le 9 juin 1753 à Chartres, baptisé paroisse Saint-Aignan, et mort le 21 juin 1826 à Paris, est un ecclésiastique, curé rouge et un homme politique de la Révolution française.

## Famille
Pierre Jacques Michel Chasles est issu d'une famille bourgeoise originaire de Sours. Son père Pierre Michel y est né en 1722 ; il épouse à Chartres en 1749 Henriette Catherine Léger-Guerrier, fille d'un menuisier ; il meurt en 1812. Il est maître menuisier et marchand de bois à Chartres. Un jugement du tribunal de première instance de Chartres de 1813 supprime le prénom « Pierre » du et ajoute au patronyme le « s » final. 
Pierre Jacques Michel est le frère aîné de Charles Henri Chasles, né en 1772 et mort en 1853 à Chartres ; il est l'oncle du mathématicien Michel Chasles.   
Il épouse, le 25 germinal an IV (14 avril 1796) dans l'ancien 4ème arrondissement de Paris, Marie Thérèse Victoire Halma, née à Sedan en 1773, morte en 1828 à Paris. De leur union naissent cinq enfants :  
- Stéphanis Émile Victor Chasles, né le 5 floréal an V (24 avril 1797) à Mainvilliers, mort le 26 prairial de la même année (14 juin) au même lieu[6].
- Philarète Euphémon Chasles, né le 15 vendémiaire an VII (6 octobre 1798) à Mainvilliers[6], mort le 18 juillet 1873 à Venise, homme de lettres et journaliste ;
- Augusta Stephanilla Chasles, née le 24 nivôse an VIII (14 janvier 1800) à Chartres, morte le 10 pluviôse de la même année (30 janvier) au même lieu[7] ;
- Laurentine Stephanilla Chasles ; épouse le 19 juillet 1834 à Paris Pierre Letermelier.
- Émile Hilary Agathon ; épouse le 12 juillet 1829 à Paris Marie Caroline Eugénie Bense.

## Débuts dans la Révolution
Pierre Jacques Michel Chasles entre dans les ordres : en 1781, il devient professeur de rhétorique au collège royal de Chartres (actuel lycée Marceau) ; en 1783, il y devient professeur d'éloquence. En 1785, il est nommé secrétaire particulier de Joachim de Conzié, l'archevêque de Tours. Entre 1789 et 1790, il rédige Le Correspondant ou Journal du département d'Eure-et-Loir. Il prête serment à la Constitution civile du clergé et est élu maire de Nogent-le-Rotrou. 

## Mandat à la Convention
En septembre 1792, Chasles est élu député du département d'Eure-et-Loir, le septième sur neuf, à la Convention nationale. Il est élu suppléant au Comité des Secours publics. Il est également reçu au club des Jacobins.
Il siège sur les bancs de la Montagne. Lors du procès de Louis XVI, il vote en faveur de la culpabilité, pour la mort et contre l'appel au peuple et contre le sursis. Il est absent lors de la mise en accusation de Marat et contre le rétablissement de la Commission des Douze.
Le 8 mars 1793, aux côtés de Tellier, il se rend auprès de la section du Contrat Social.  Aux côtés de Maure, Chasles est envoyé en mission dans les départements de l'Eure-et-Loir et de la Seine-et-Oise entre mars et avril 1793 afin d'accélérer la levée en masse.  
En août, il est envoyé auprès de l'armée du Nord aux côtés de Bentabole et de Collombel. Au cours de cette deuxième mission, il est blessé à la tête et aux jambes lors de la bataille de Hondschoote. Il est cependant dénoncé au Comité de Salut public pour avoir épuré le comité de surveillance de Lille : « [...] je crois que cet ex-chanoine est plus propre pour faire la contre-révolution que la révolution » dénonce Duquesnoy ; «  Châles [...] a pris un arrêté qui a jeté les patriotes dans la terreur » abonde Guiot. Chasles est rappelé par la Convention en pluviôse an II (janvier 1794) et se défend des accusations portées contre lui en ventôse (mars).  
Après le 9 thermidor, Chasles se range derrière les « derniers montagnards » et dénonce le tournant réactionnaire de la Convention thermidorienne. Il est décrété d'arrestation à l'issue de l'insurrection 12 germinal an III, ainsi que ses collègues Amar, Léonard Bourdon, Choudieu, Duhem, Foussedoire, Huguet et Ruamps. Il est incarcéré au fort de Ham puis à Sedan, et bénéficie de l'amnistie à la clôture de la Convention en brumaire an IV.

## Du Directoire à la Restauration
Chasles est admis chef de brigade aux Invalides. Il est inculpé brièvement dans la conjuration des égaux mais est rapidement relâché.   
Il s'exile volontairement à Londres lors de la Première Restauration et revient en France lors des Cent-Jours. Il n'est pas inquiété par la loi du 12 janvier 1816 comme il n'a pas signé l'Acte additionnel. Il meurt en 1826 à Paris.  